# 关颖珊
關穎珊（1980年7月7日—）是美國华裔花式滑冰運動員與外交官，現任美國駐伯利兹大使，祖籍廣東中山。關穎珊曾經獲得9次美國花式溜冰錦標賽及5次世界花式溜冰錦標賽的冠軍，也獲得2枚冬季奧運會的獎牌。她十幾年來始終保持著競爭力，也是美國歷史上最出色的花式溜冰選手。由於她的穩定性與在冰上所表現出的藝術性，關穎珊被認為是歷史上最偉大的花式溜冰選手之一。
十多年來，關穎珊不僅是美國最受歡迎的花樣滑冰選手，也是美國最受歡迎的女運動員之一，始終在這種調查中進入前十位（通常也是唯一的花樣滑冰運動員，即便她已退役）。在這十多年之間，她擁有前所未見的人氣，廣告代言費達數百萬美元，出演許多電視節目，並受到媒體廣泛關注。

## 簡介
關穎珊出生在美國加州洛杉矶县的托倫斯（Torrance），是父親關惠棠與母親關劉淑儀的第3個兒女，他們是從香港移民到美國的。關穎珊在孩提時期會在家中夾雜著粵語與英語。除此之外，她也會說一些简单的普通話。關穎珊在5歲時開始對花式溜冰產生興趣，因為哥哥是一位冰上曲棍球的球員，而姊姊則是花式溜冰選手，所以她跟隨著他們從事冰上運動。在關穎珊大約8歲大時，她開始與姊姊凱倫進行嚴格的訓練。
她們每天練習3到4小時，每天在早上3點起床練習溜冰，直到上學時間；放學後又馬上回溜冰場報到。雖然關穎珊的父親在Pacific Bell電話公司的Gardena分店擔任經理，但溜冰花費增加使得關穎珊全家面臨了財務困境。關穎珊的母親於是再兼第二份工作，她的父親也增加工作時間並經營餐館來應付溜冰費用與教練費。最後關穎珊一家決定賣掉他們的房子，但是仍然不夠支應溜冰專業的支出。在關穎珊10歲時，關家已無力再雇用教練，不過他們也得到洛杉磯花式溜冰俱樂部在財務上的幫助，而且允許關穎珊她們可以在加利福尼亞州箭頭湖（Arrowhead）的冰之城堡國際訓練中心（Ice Castle International Training Center）進行練習。

### 教育
關穎珊曾在加州帕洛維迪（Palos Verdes）的小學就讀，不过在13歲時開始接受在家教育。她在1999年從箭頭湖世界圈中學（Rim of the World High School）畢業後，進入洛杉磯加利福尼亞大學修課一年來尋找她最喜愛的專業領域。在2006年秋天，關穎珊轉學到科羅拉多州的丹佛大學，主修政治學，副修則是國際關係，并于2009年6月毕业。2010年起她开始在塔夫茨大學（Tufts University）弗萊徹法律與外交學院（Fletcher School of Law and Diplomacy）就讀硕士，研究主題為美國和亞太地區的外交政策，并于2011年毕业。

### 感情生活
關穎珊在2011年4月結識美國白宮國家安全部門戰略規畫負責人美國海岸防衛隊上尉克萊·派爾（Clay Pell），他們於2012年9月訂婚。克萊·派爾曾參加羅德島州州長民主黨提名的初選但落敗。2017年3月29日兩人離婚。

## 公眾生活

### 外交大使

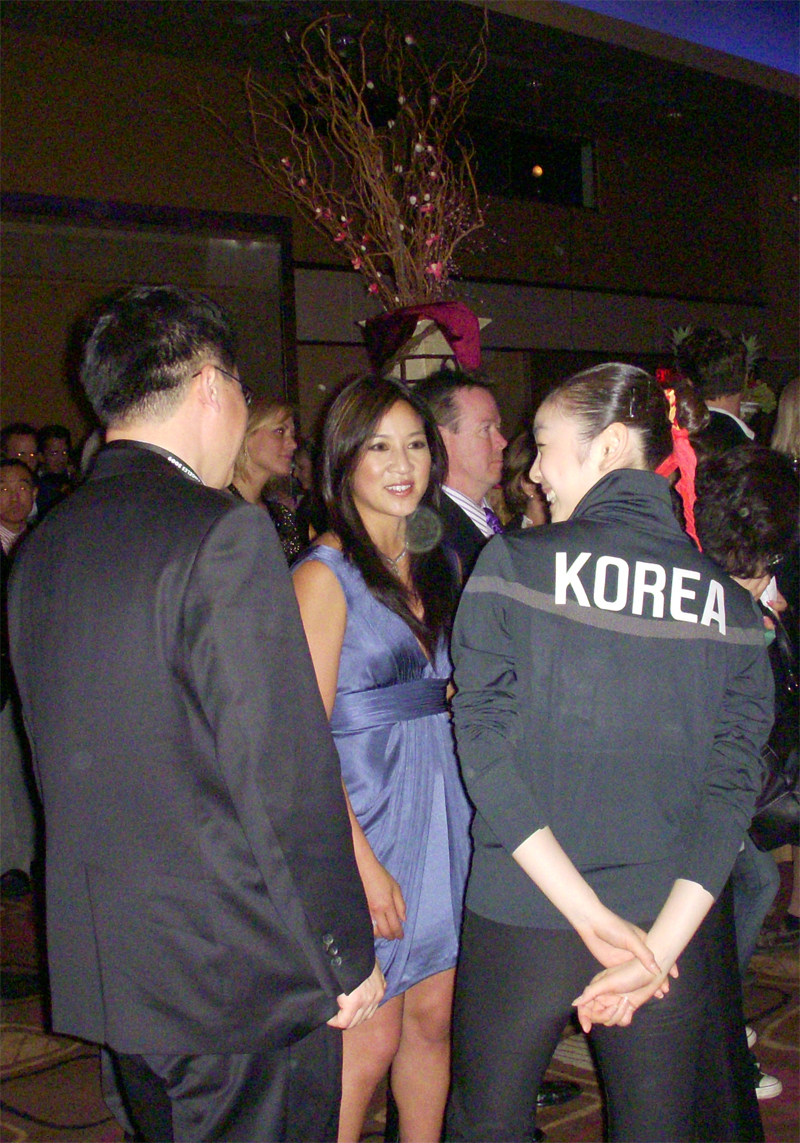
关颖珊（中）與金妍兒（右）

關穎珊在中華人民共和國主席胡錦濤在2006年訪美期間曾經與美國總統布希及胡錦濤一起用餐。
美國國務卿康多莉扎·萊絲在2006年11月9日任命與其同於丹佛大學修習政治學與國際關係的關穎珊為公共外交大使。在這個無給薪的職務上，關穎珊將代表著美國的價值，尤其是對於年輕人與熱愛運動的人，而且關穎珊預期將會到處旅行。
關穎珊作為公共外交大使的第一次海外行程是在2007年1月17日至25日間前往中國大陸訪問，包括北京、廣州及香港等地。
2021年12月15日，美國總統乔·拜登提名關穎珊為美國駐伯利兹大使。

### 電影演出
關穎珊曾經為動畫《辛普森家庭》與《蓋酷家庭》當中的自己來配音，她也曾出現在兒童卡通節目《亞瑟》與《年輕的女巫莎柏琳娜》（《Sabrina，the Teenage Witch》）中。關穎珊亦有幫迪士尼的電影《花木蘭2》中的商店主人配音，她與另一位花式溜冰選手布萊恩·博伊塔諾則在電影《冰公主》（《Ice Princess》）中扮演播音員的角色。關穎珊曾經在許多花式溜冰節目中演出，也在許多其他的電視節目中客串演出。在1999年，一個名叫《Michelle Kwan Figure Skating》的電腦遊戲正式發售。

### 其他
關穎珊為兒童寫了一本鼓舞人心的著作，書名是《The Winning Attitude: What it Takes to be a Champion》。她在17歲的時候也寫了一本自傳：《Heart of a Champion》。
關穎珊一家在加州南部的阿蒂西亞建造了西南冰宮於2005年開幕，這座溜冰場館收藏了許多關穎珊的獎牌與相關的事物。
關穎珊目前與許多公司簽訂合約，所以她會出現在許多電視的商業廣告當中，例如康寶湯、可口可樂、VISA與卡夫食品。雪佛蘭/關穎珊R.E.W.A.R.D.S.冠軍節目是由通用的雪佛蘭部門與關穎珊合作開創的。在2006年2月，關穎珊成為華特迪士尼公司的「廣告代言人」。

## 運動員生涯
關穎珊贏得5次世界花樣滑冰錦標賽女子單人滑的金牌（1996年、1998年、2000年、2001年與2003年），是卡羅·海斯（曾於1956年至1960年連續5年奪得冠軍）之後贏得最多金牌的女子選手，她與卡羅黑斯同時也是贏得最多金牌的美國女子選手。關穎珊也是9次美國花式溜冰錦標賽女子單人滑的金牌得主，與瑪麗貝爾·文森（Maribel Vinson-Owen）並列為奪得最多金牌的女子選手，這也是美國花式溜冰對抗賽的紀錄。關穎珊在美國花式溜冰對抗賽連續8年（從1998年－2005年）奪得女子單人滑金牌與連續12年（從1994年－2005年）奪得女子單人滑獎牌，皆是賽會紀錄。她也是唯一一位重新奪得世界花式溜冰對抗賽金牌3次的女子選手，分別是在1998年、2000年與2003年完成。關穎珊在1998年長野冬季奧運會奪得銀牌，而在2002年鹽湖城冬季奧運會則奪得銅牌。關穎珊也獲得了蘇利文獎，成為1949年迪克·巴頓之後第一位獲獎的花式溜冰選手。目前關穎珊在美國國內與世界級的溜冰競賽中總共獲得57次6.0分（滿分），也是美國國內比賽中獲得最多次6.0分的女子選手，而且因為花式溜冰不再採用滿分為6.0的評分標準，所以這個紀錄將永遠不會被打破。

### 早期
關穎珊與姊姊在1991年開始接受花式溜冰教練法蘭克·卡羅的訓練。在接受卡羅訓練一年之後，11歲的關穎珊在美國花式溜冰錦標賽青少年組中奪得第9名。她在1992年透過最後測試，成為成人組的花式溜冰選手，雖然她的教練並不同意。關穎珊隨後在1993年於美國花式溜冰對抗賽成人組獲得第6名的成績，並且在1994年的世界青少年花式溜冰對抗賽奪得金牌。
關穎珊在1994年美國花式溜冰錦標賽中敗給坦雅·哈定，奪得銀牌。這項的成績通常可以讓她成為美國隊的成員來參加在挪威利勒哈默爾舉行的1994年冬季奧林匹克運動會，然而後來是由1993年的冠軍南茜·克里根來代表美國參加奧運。不過克里根在練習期間遭到人士攻擊，後來得知是坦雅·哈定的前夫所雇用的。13歲的關穎珊因為成為候補選手也來到挪威，雖然他沒有上場比賽。後來坦雅·哈定與克里根皆退出1994年的世界花式溜冰錦標賽，而關穎珊則在比賽中拿到第8名的名次。
1995年的美國花式溜冰錦標賽的冠軍是妮可·包貝克（Nicole Bobek），當時關穎珊在短節目和自由滑作秀勾手跳時並不順利，所以最後再度名列亞軍。關穎珊後來參加1995年世界錦標賽時，被媒體與播音員稱為「跳躍的豆子」。在比賽中她演出7次完全的三周跳，次數比其他選手都要多，不過最後關穎珊只奪得第4名。

### 藝術性的發展與1998年奧運
隨著1995年到來，關穎珊的風格越顯成熟。她分別在短項目與自由滑作秀更有藝術性的新曲目：《Romanza》與莎樂美。她也提升了速度及跳躍的技巧，並且作秀更困難的舞蹈。關穎珊在1996年同時獲得美國花式溜冰對抗賽與世標賽的冠軍。關穎珊在1996年世標賽中以些微的差距擊敗衛冕冠軍陳露，當時她與陳露在自由滑皆獲得兩個6.0分的藝術分（Presentation）。
在1996年－1997年賽季中，關穎珊的短項目的曲目為《Dream of Desdemona》，自由滑的曲目則為《泰姬瑪哈》（Taj Mahal）。在這一年當中，她首次展現了一個變刃（change-of-edge spiral），仍然被認為是關穎珊的招牌動作。然而在這個賽季中，關穎珊因為快速成長與更換新的溜冰鞋廠商的問題使得她的跳躍動作相當不穩定。她曾經在1997年美錦賽的自由滑中跌倒2次與絆倒1次，也在國際滑冰聯盟花式溜冰大獎賽總決賽與1997年的世錦賽中輸給了塔拉·利平斯基，最後都只得到銀牌。
儘管腳趾受傷，關穎珊依然奪得1998年美錦賽的冠軍。從技術與藝術的觀點來看，許多人認為她在該屆美錦賽的短項目及自由滑所作秀的謝爾蓋·拉赫瑪尼諾夫與威廉斯·艾爾文（William Alwyn）的《Lyra Angelica》是關穎珊生涯中的顛峰。這次演出總共獲得了8個6.0分，並且讓一位裁判流下眼淚。
關穎珊是1998年於日本長野舉行的冬季奧運會，有希望獲得金牌的其中一位。後來關穎珊奪得銀牌，敗給塔拉·利平斯基，銅牌則是陳露。塔拉·利平斯基與陳露在這次奧運會結束後不久就退休，而關穎珊則贏得1998年的世錦賽。

### 從1998年到2002年冬季奧運
關穎珊在1998年－99年的賽季繼續以業餘溜冰運動員的身分來出賽，雖然她在秋季世界花式溜冰大獎賽中缺席，反而選擇去參加一系列的電視的節目，並與業餘選手來比賽。關穎珊這個賽季選擇的曲目是《Fate of Carmen》（短項目）與《Lamento D'Ariane》（自由滑）。在1999年的美錦賽中，關穎珊奪得第1名。她在1999年的世錦賽中並無演出最好的表現，只名列第2位，僅次於俄羅斯的瑪麗亞·布特爾斯卡婭。
關穎珊贏得2000年美錦賽冠軍對一些人而言是有爭議的，批評者認為她在短項目中計畫的動作比對手的跳躍動作還容易完成（因為後外點冰跳比後內點冰跳容易）。儘管如此，裁判仍然在短項目中將她列為第3位，落後兩位比她年輕的選手：薩莎·科恩與薩拉·休斯。然而這個排名仍然讓關穎珊維持在可以爭奪金牌的行列中。最後關穎珊在自由滑表現出最好的演出來贏得第一，在9位裁判中有8位將她列為第一。2000年的世錦賽中，關穎珊再度於短項目名列第3，落後於斯盧茨卡婭與伊琳娜·斯盧茨卡婭。而在自由滑項目中，關穎珊演出7次三周跳，並且在這個項目超過她的對手。斯盧茨卡婭則失去她原本的優勢，只在這個項目名列第3位，最後只得到季軍，因此關穎珊再次拿下世錦賽的冠軍。
關穎珊在2001年再度奪得美錦賽冠軍，9位裁判在短節目與自由滑全都認為她是第一名。在2001年世錦賽中，關穎珊在短節目屈居斯盧茨卡婭之後，名列第2；不過她在自由滑以《Song of the Black Swan》奪回第一，並演出7次三轉跳，其中包括一次後外點冰三周跳/後外點冰三周跳組合。
在2001年的秋季後，關穎珊與卡羅在2001年秋天決定結束合作的關係。整體來說，關穎珊說她需要對她的溜冰「負責任」。在沒有教練的情況下，關穎珊參加了2002年於洛杉磯舉行的美錦賽，而媒體將焦點放在她與前教練之間關係的結束及她在賽季不穩定的表現上面。關穎珊在短節目演出拉赫曼尼諾夫的作品，在自由滑則以天方夜譚為曲目，並入選2002年奧運代表隊。
2002年美國奧運代表隊的其他成員分別是得到亞軍的薩莎·科恩與季軍薩拉·休斯。21歲的關穎珊與伊琳娜·斯盧茨卡婭是最被看好最後贏得金牌的選手。關穎珊在短曲領先其他選手，不過她在自由滑的演出是有缺陷的（在後內點冰三周跳中跌倒），相較之下，薩拉·休斯有一個完美的演出，而伊琳娜·斯盧茨卡婭也在這個項目擊敗關穎珊，所以最後關穎珊只奪得銅牌。關穎珊在世錦賽中敗給伊琳娜·斯盧茨卡婭，以第2名的成績結束這個2002年這個賽季。

### 繼續參賽

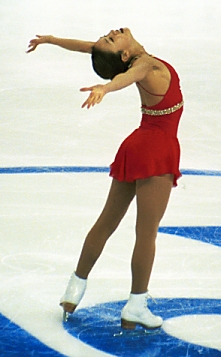
關穎珊於2002年國際滑冰聯盟花式溜冰大獎賽總決賽中的演出

當關穎珊面臨是否繼續職業運動員生涯的疑問，她選擇繼續參加奧運資格巡迴賽。關穎珊又贏得3次美錦賽冠軍（2003年至2005年），與第5次世錦賽金牌（2003年）。這使得關穎珊連續贏得8次美錦賽冠軍，總共累積9次冠軍。
在教練史考特·威廉（Scott Williams）的指導下，關穎珊在2002年－2003年賽季中贏得她參加的比賽中的每一個項目。關穎珊的短節目與自由滑分別使用英國音樂家彼得·蓋布瑞爾創作的《The Feeling Begins》（短節目）及《阿蘭惠斯協奏曲》（自由滑），她也在這個賽季中贏得美錦賽與世錦賽金牌。
關穎珊在2003年僱用拉菲爾·阿魯圖裡安（Rafael Arutunian）作為她的教練，關穎珊企圖藉此增加表演時技術的困難度。在2003－2004年賽季中，關穎珊再度以《The Feeling Begins》作為短節目的曲目，自由滑則是《托斯卡》，她也再度贏得美錦賽冠軍。在2004年世錦賽中，關穎珊在短節目只得到第4名，然後在剛開始自由滑的表演時，因為一位觀眾跑進場中導致冰面碎裂，所以她必須閃開安全人員。關穎珊最後在世錦賽只得到第3名，敗給日本的荒川靜香及薩莎·科恩。
在2002年至2004年秋季，關穎珊只參加1次花式溜冰大獎賽，那是在2002年的花式溜冰大獎賽美國站，她並且贏得冠軍，取得參加花式溜冰大獎賽總決賽的資格，不過關穎珊最後選擇不參加這項賽事。關穎珊也沒有參加2003年及2004年的花式溜冰大獎賽，這些賽事都採用新的計分系統。在2004年－2005年賽季，關穎珊以阿拉姆·哈恰圖良的芭蕾舞《斯巴達克斯》及《波麗露》作為短節目與自由滑的表演曲目。其中《波麗露》因為珍·托維爾與克里斯多夫·迪安於1984年南斯拉夫塞拉耶佛舉辦的冬季奧運中以這首曲子搭配冰舞演出，並奪得金牌而知名。
在2005年美錦賽中，關穎珊奪得第9次冠軍，追平了瑪莉貝拉·文森-歐文（Maribel Vinson-Owen）先前創下的紀錄，有趣的是文森-歐文曾經是法蘭克·卡羅的教練。2005年世錦賽中，她沒有表現出最好的一面，在三周後內跳時跌倒。最後關穎珊名列第4名，輸給第3名0.37分。這也是她自從1995年參加世錦賽以來，第1次無法站上表揚臺。後來關穎珊認為她對於新的評分系統缺乏經驗影響了她的表現。

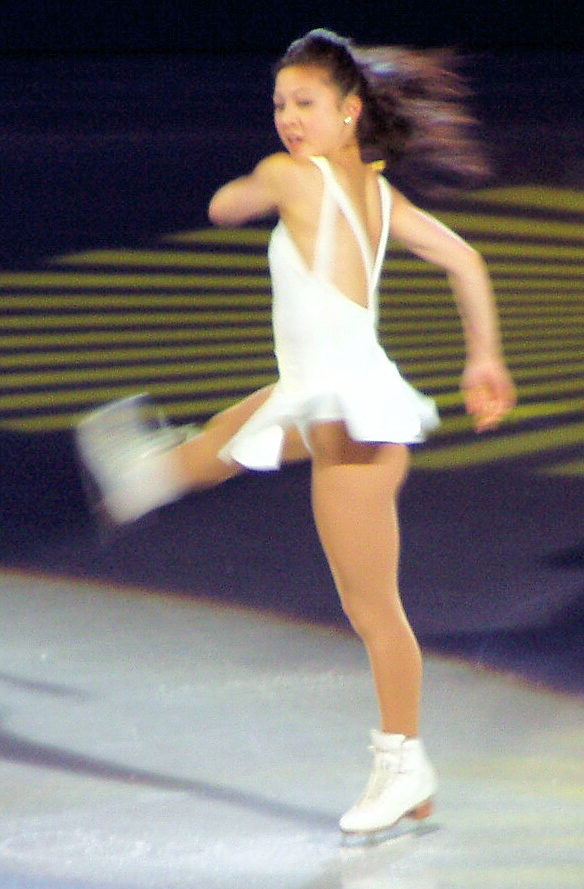
關穎珊在2004年德國多特蒙德舉行的世錦賽中的演出

### 2006年冬季奧運
關穎珊將2005年世錦賽當做學習新的計分系統的經驗。她繼續訓練來試圖參加2006年在義大利杜林舉辦的冬季奧運。然而因為臀部受傷，她被迫從2005年秋季3項預計參加的比賽中退出，關穎珊在2005年12月的電視比賽中演出新的短項目《Totentanz》，不過她的表現低於正常的水準。關穎珊在2006年1月4日因為2005年12月造成的腹部傷勢，而退出美錦賽。在1個星期後，關穎珊因為醫療因素，而對美國花式溜冰協會（USFSA）提出放棄2006年奧運代表隊的申請。
在美國女子花式溜冰比賽結束後，美國花式溜冰協會的國際委員會在2006年1月14日舉行會議，並且在她於1月27日之前對五位成員組成的監察小組表明她的身體狀況和競爭態度的規定之下，以20票支持3票反對的表決結果批准了她的申請。
關穎珊在規定的那一天為這些監察小組演出短節目與自由滑，而她組成的奧運代表隊是已經確立的，所以監察小組認為她適合參加比賽。然而美國奧運委員會在2006年2月12日宣布關穎珊將退出杜林冬季奧運，因為她在杜林進行首次練習時導致鼠蹊部受傷。關穎珊說因為她「太過尊敬奧運會所以無法參賽」。杜林奧運委員會後來接受美國奧運委員會的申請，以艾蜜莉·休斯（2006年美錦賽銅牌得主）來取代關穎珊的遺留下的空缺。在關穎珊退出奧運代表隊之後，她拒絕了留在杜林接受在NBC體育擔任花式溜冰講評員的邀請。在接受鮑伯·柯斯塔斯與斯科特·漢密爾頓專訪時，關穎珊說她還不會退休。如果她繼續參賽直到2010年奧運，屆時關穎珊將是29歲。

### 2006年之後
在參加春季及夏季的花式溜冰冠軍表演賽巡迴賽後，關穎珊在2006年8月接受了關節內視鏡手術去治療臀部右側的關節唇撕裂，這處舊傷可以追溯到2002年。根據關穎珊的說法，這是她4年內第1次溜冰時不會感到疼痛。關穎珊將不會在2006－2007年賽季中參加比賽。她在2007年10月告訴美聯社說她將在2009年決定是否參加2010年溫哥華冬季奧運。關穎珊最終決定不參加2010年溫哥華冬季奧運，完全專注於學校課業。她曾說過「在過去三年來代表美國來擔任美國公共外交特使一直是非常有意義的工作，我想要做更多事。」關穎珊於2009年畢業於丹佛大學後，她說：「繼續接受教育會讓我更接近這一個目標，我不想再等了，我想要繼續這段旅程。」
在離開比賽場幾年之後，關穎珊於2009年8月再度於溜冰場上表演，當時她參加溜冰全明星賽（Ice All Stars），這是一個由韓國世界冠軍金妍兒在首爾舉行的表演賽。關穎珊參加韓國和洛杉磯舉行的全明星賽。2010年12月，她也在新加坡濱海灣金沙滑冰場客串演出，她在那裡進行兩次演出，她與她的姐姐親自編排節目「冬之歌」。她以公共外交特使的身分在一個月後回到新加坡，她也受到當地學生的歡迎，並努力促進熱帶國家的滑冰運動。
此外，關穎珊还在2010年冬季奧運擔任美國廣播公司電視台的解說工作。

## 獲獎及榮譽
在她獲得的許多榮譽當中，關穎珊是2001年的詹姆斯·蘇利文獎的得主，這個獎每年頒給全美最出色的業餘運動員。關穎珊也是1949年Dick Button之後首位獲獎的花式溜冰選手。在2003年她被美國奧林匹克委員會選為「年度女運動員」，也是歷史上第5位溜冰選手獲得這項榮譽。關穎珊也得到美國奧林匹克委員會的「每月運動員」14次，比任何其他運動員都要多，也數次被美國奧林匹克委員會選為「年度女性花式溜冰運動員」。她也是2004年美國奧林匹克委員會頒發的「阿萊恩斯體育公民獎」的得主。
關穎珊也是唯一一位數次在《溜冰雜誌》（Skating）的「讀者票選年度花式溜冰選手」中奪得第一的運動員，分別在1994年、1996年、1998年、1999年、2001年－2003年。出版《溜冰雜誌》的美國花式溜冰協會在2003年宣布這座獎項將被重新命名為「關穎珊獎」。美國花式溜冰協會聲明：雖然關穎珊可能會繼續參加溜冰競賽，但是她將不再是這個獎的候選人。關穎珊也出現在《國際花式溜冰雜誌》的「影響花式溜冰最大的25人名單」中7次之多，並且在2002－03年賽季中高居榜首。
1999年，她獲得洛杉磯華美博物館頒發的歷史締造者獎。
2009年1月，她被美國總統喬治·沃克·布希任命為總統體適能、運動、營養咨詢委員會（The President's Council on Fitness, Sports and Nutrition）的成員。2009年5月3日，關穎珊被洛杉磯南加州中國歷史學會（Chinese Historical Society of Southern California）表揚為「傑出的華裔美籍體育人士」。她於2011年加入特殊奧林匹克運動會董事會。

## 參賽歷史
| 賽事                                                        | 1991-92          | 1992-93 | 1993-94 | 1994-95 | 1995-96 | 1996-97 | 1997-98 | 1998-99 | 1999-00 | 2000-01 | 2001-02 | 2002-03 | 2003-04 | 2004-05 |
| ----------------------------------------------------------- | ---------------- | ------- | ------- | ------- | ------- | ------- | ------- | ------- | ------- | ------- | ------- | ------- | ------- | ------- |
| 冬奧                                                        |                  |         |         |         |         |         | 第二名  |         |         |         | 第三名  |         |         |         |
| 世錦賽                                                      |                  |         | 第八名  | 第四名  | 第一名  | 第二名  | 第一名  | 第二名  | 第一名  | 第一名  | 第二名  | 第一名  | 第三名  | 第四名  |
| 世青賽                                                      |                  |         | 第一名  |         |         |         |         |         |         |         |         |         |         |         |
| 美錦賽                                                      | 第九名（青年組） | 第六名  | 第二名  | 第二名  | 第一名  | 第二名  | 第一名  | 第一名  | 第一名  | 第一名  | 第一名  | 第一名  | 第一名  | 第一名  |
| GP總決賽                                                    |                  |         |         |         | 第一名  | 第二名  |         | 第二名  | 第二名  | 第二名  |         |         |         |         |
| GP美國站                                                    |                  |         | 第七名  | 第二名  | 第一名  | 第一名  | 第一名  |         | 第一名  | 第一名  | 第一名  | 第一名  |         |         |
| GP加拿大站                                                  |                  |         |         |         | 第一名  |         | 第一名  |         | 第一名  | 第二名  | 第三名  |         |         |         |
| GP法國站                                                    |                  |         |         | 第三名  |         | 第一名  |         |         |         |         |         |         |         |         |
| GP德國站                                                    |                  |         |         |         | 第一名  |         |         |         |         |         |         |         |         |         |
| 加迪納盃                                                    |                  | 第一名  |         |         |         |         |         |         |         |         |         |         |         |         |
| GP = 1995-1996年的CS冠軍系列賽，1998-1999賽季更名GP大獎賽。 |                  |         |         |         |         |         |         |         |         |         |         |         |         |         |

## 外部連結
- （英文）关颖珊的Instagram帳戶
- （英文）Official 國際滑冰聯盟的介紹
- （英文）美國花式溜冰協會的介紹
- （英文）Official 美國奧運代表隊的有關資料
- 人民網：新聞背後故事之《近距離目擊世界花樣滑冰冠軍關穎珊》 （页面存档备份，存于）